# Dasyhelea brookmani
Dasyhelea brookmani är en tvåvingeart som beskrevs av Wirth 1952. Dasyhelea brookmani ingår i släktet Dasyhelea och familjen svidknott.
Artens utbredningsområde är Kalifornien. Inga underarter finns listade i Catalogue of Life.